# Kamen Rider J
Kamen Rider J (jap. 仮面ライダーJ Kamen Raidā Jei) – japoński film tokusatsu należący do sagi Kamen Rider. Miał swoją premierę 16 kwietnia 1994 roku. Film został wyreżyserowany przez Keitę Amemiyę. Jest on również autorem koncepcji wyglądu potworów i tytułowego bohatera.

## Fabuła
Przyrodnik i reporter Kōji Segawa (瀬川 耕司 Segawa Kōji) wraz ze swoją młodą przyjaciółką Kaną badał jezioro, które zostało w niewiadomy sposób zatrute. Okazało się, że za tym stała trójka dzieci złej istoty zwanej Mglistą Matką, które by ją rytualnie wskrzesić potrzebują do tego młodej dziewczynki. Idealnym celem dla nich stała się Kana. Walcząc w jej obronie Kōji zostaje zabity, jednak podziemne duchy przywracają go do życia i ofiarowują mu Moc J, za pomocą której stanie się on Kamen Riderem J. Do Segawy dołącza duży, mówiący pasikonik o imieniu Berry. J pokonuje swojego mordercę- Agito, a kiedy dotarł do bazy Mglistej Matki odkrywa, że Kana ma być rytualnie zabita. W walce pokonuje pozostałą dwójkę- Zū i Garaia i ratuje Kanę. Aby zniszczyć Mglistą Matkę J absorbuje energie życiowe wokół niego i powiększa się do gigantycznych rozmiarów. Kōji wygrywa walkę i ucieka z Kaną w ciche miejsce.

## Obsada
- Kōji Segawa/Kamen Rider J: Yūta Mochizuki (także Geki/Tyrano Ranger w Zyuranger)
  - Kamen Rider J: Jirō Okamoto (kostium)
- Kana: Yūka Nomura
- Berry: Rikako Aikawa (głos)
- Męski Duch Ziemi: Shūji Uchida
- Żeński Duch Ziemi: Yurika Nagano
- Agito: Satoshi Kurihara
- Garai: Kyōji Kamui
- Zū: Yōko Mari
- Narrator: Shōzō Iizuka